# 陈慈萱
陈慈萱（1933年—），女，上海人，中国高电压工程专家，曾任武汉水利电力学院教授，第七、八届全国人大代表。

## 家庭
丈夫解广润。